# 리키사현

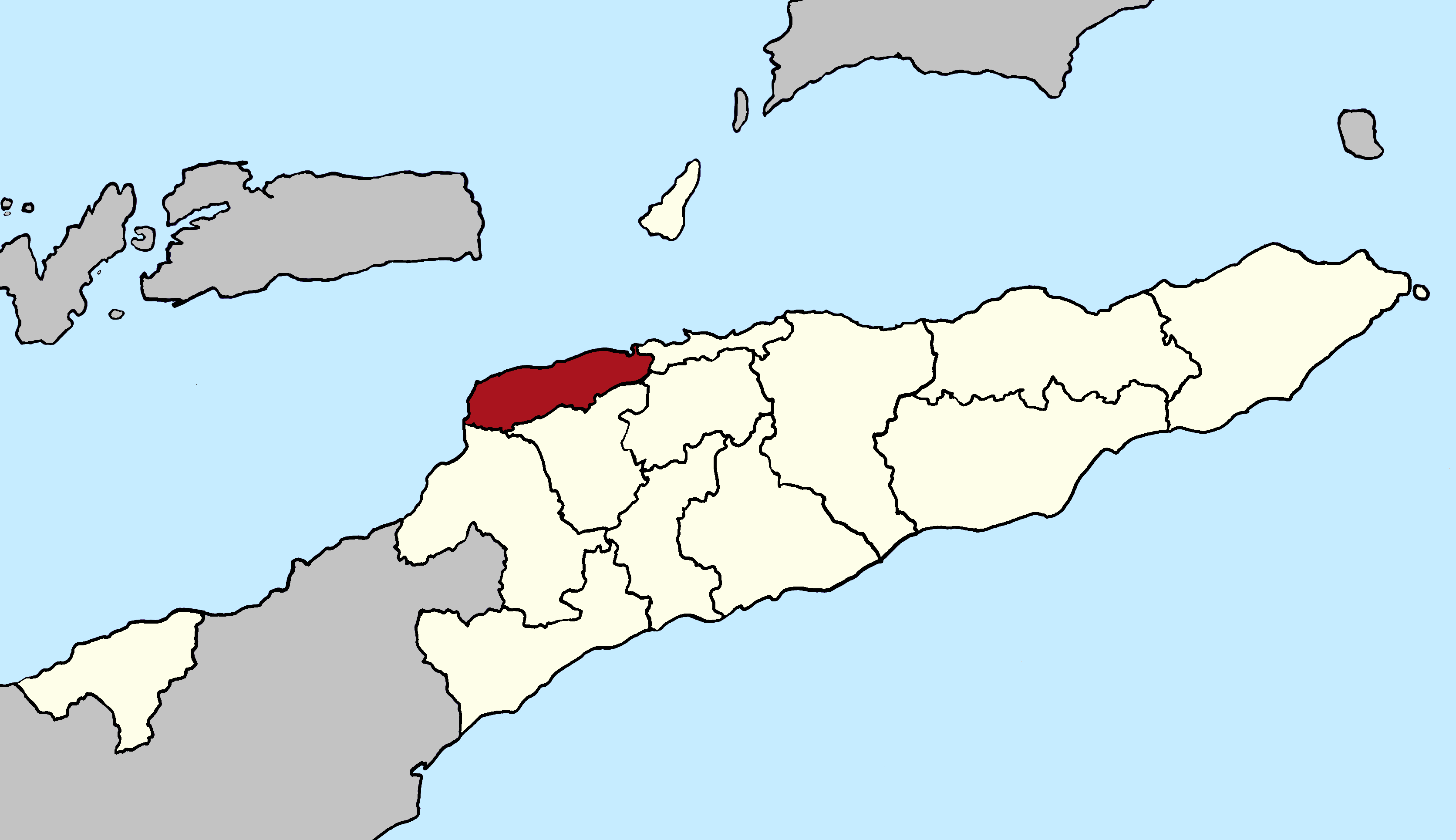
리키사 현의 위치

리키사현(포르투갈어: Liquiçá, 테툼어: Likisá 리키사)은 동티모르를 구성하는 13개 현 가운데 하나로, 동티모르 북부 연안에 위치한다. 현도는 리키사이며 인구는 54,834명(2004년 기준), 면적은 543km2이다. 3개 구(바자르테테 구, 리키사 구, 마우바라 구)로 구성되어 있고 북서쪽으로는 사부해, 동쪽으로는 딜리현과 인접해 있으며 남동쪽으로는 아일레우현, 남쪽으로는 에르메라현, 남서쪽으로는 보보나루현과 인접해 있다.

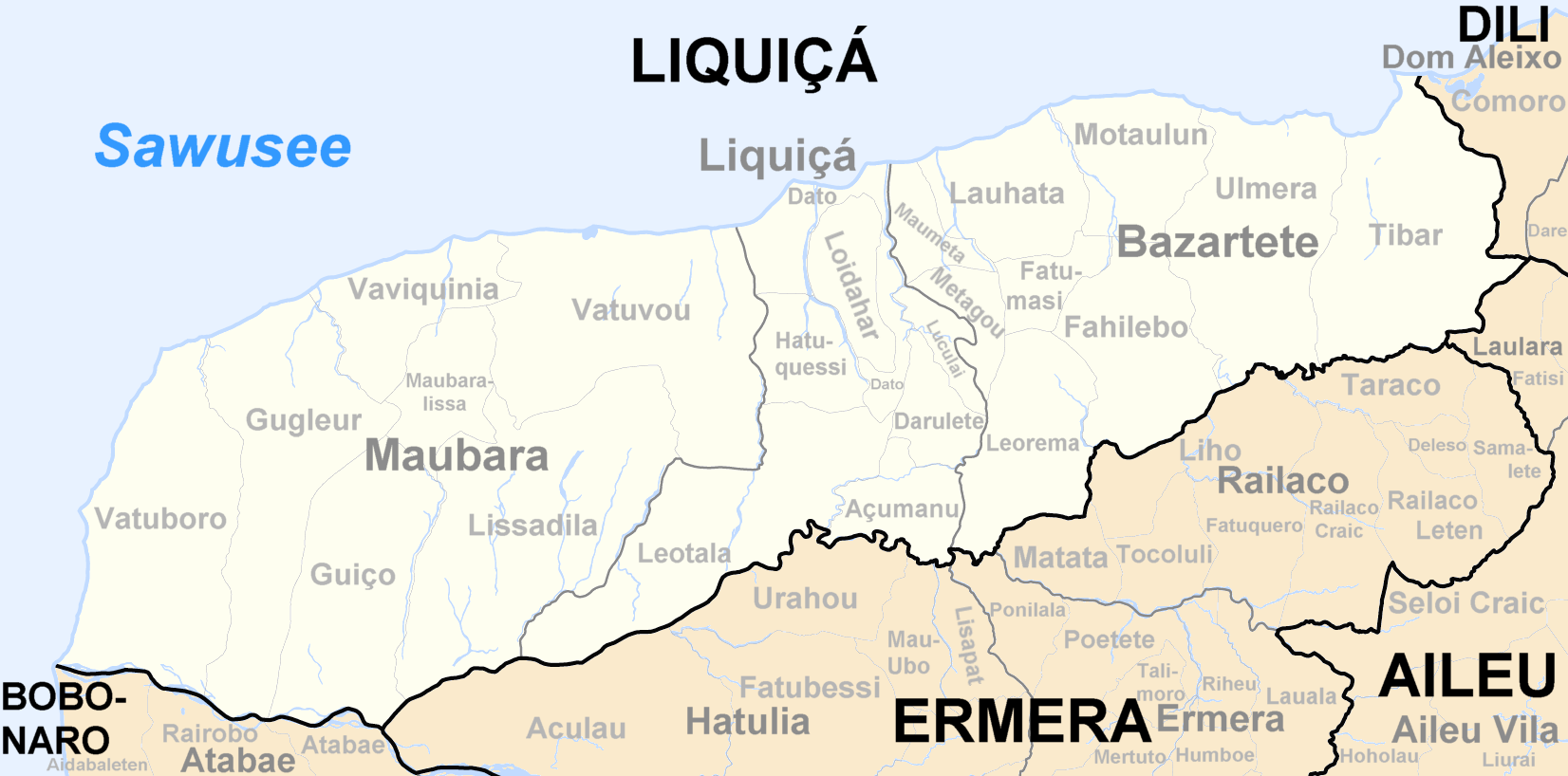
리키사 현이 관할하는 구
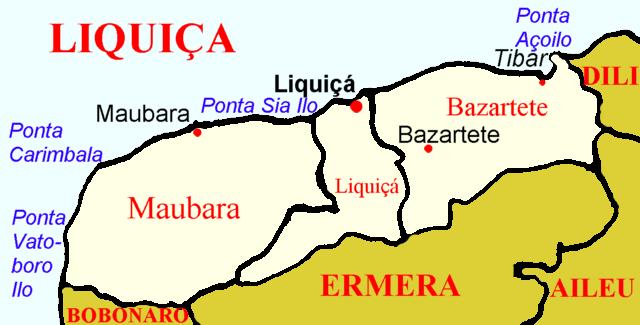
리키사 현이 관할하는 시